# Meister der Celtis-Illustrationen
Als Meister der Celtis-Illustrationen, Celtismeister oder Celtis-Meister wird ein deutscher Zeichner bezeichnet, der um 1500 bis 1510 tätig war. Der namentlich nicht bekannte Meister erhielt seinen Notnamen nach von ihm gestalteten Holzschnitten zu den Quattuor libri amorum des Conrad Celtis, zu denen weiter Albrecht Dürer Holzschnitt-Illustrationen lieferte und die 1502 in Nürnberg herausgegeben wurden.
Die Holzschnitte des Meisters der Celtis-Illustrationen zeigen einen durchaus individuellen Stil, aber auch den Einfluss anderer humanistischer Künstler wie Willibald Pirckheimer. Es wurde vielfach versucht diese Werke einem bekannten Künstlerzuzuordnen. So verglich Hildegard Zimmermann ihn beispielsweise mit dem „Birgitten- oder Benedikt-Meister“ und dem Illustrator Peter Vischer. Als weiterer Künstler wurde Hans von Kulmbach vermutet, der auch Holzschnitte für die Komödien der Nonne Roswitha von Gandersheim geschaffen hatte. Diese Gleichsetzung wurde von Max J. Friedländer  als falsch eingestuft.